# Celo Lifetu Selengue
Celo Lifetu Selengue (Kinshasa, 27 dicembre 1976) è un ex cestista della Repubblica Democratica del Congo.

## Carriera
Con la RD del Congo ha disputato i Campionati africani del 2007.